# Teorema del punt fix de Banach
Dins l'entorn d'anàlisi matemàtica el  teorema del punt fix de Banach  (també anomenat teorema de l'aplicació contractiva) és una de les eines més importants per demostrar l'existència de solucions de nombrosos problemes matemàtics. El teorema garanteix l'existència i unicitat de punts fixos de certes funcions definides en espais mètrics i proporciona un mètode per trobar-los. Deu el seu nom a Stefan Banach (1892-1945), qui va ser el primer a enunciar el 1922.

## Enunciat
Sigui (X, d) un espai mètric complet i  f  una aplicació de X en X. Es diu que és contractiva si existeix K<1 tal que
{\displaystyle d(f(x),f(y))\leq Kd(x,y)}
per a qualssevol {\displaystyle x,y\in X}. Un punt fix {\displaystyle x_{0}\,} de f és un punt de X tal que {\displaystyle f(x_{0})=x_{0}}. Llavors el teorema del punt fix de Banach diu:
| Sigui ( X , d ) un espai mètric complet i sigui f : X → X una aplicació contractiva en X . Aleshores f té un únic punt fix. Stefan Banach |

A més a més, el teorema estableix que per a tot  x  de  X  la successió  x ,  f (x) ,  f (f (x)) , ... convergeix cap a aquest punt fix.

### Demostració
La demostració ve donada pel fet que la successió així definida és una successió de Cauchy per ser la funció contractiva. Com  X  és complet, la successió convergeix a un {\displaystyle x_{0}} de X Per ser la funció contractiva, és contínua i de la forma en què s'ha definit, es dedueix que {\displaystyle x_{0}} és un punt fix de la funció i que és únic.

## Aplicacions
Es tracta d'una eina bàsica en la demostració de l'existència de solucions d'equacions diferencials (Vegeu el teorema de Picard-Lindelöf). Un altre dels usos d'aquest resultat radica en l'anàlisi de sistemes dinàmics, que té nombroses aplicacions, per exemple en l'estudi de models de població, models caòtics, etcètera. També és important en l'estudi de mètodes iteratius utilitzats en el càlcul numèric, per exemple en alguns problemes d'enginyeria. Fins i tot determinats fractals són punts fixos de certes contraccions.